# Stojačak
Stojačak (em cirílico: Стојачак) é uma vila da Sérvia localizada no município de Smederevska Palanka, pertencente ao distrito de Podunavlje, na região de Šumadija, Jasenica. A sua população era de 364 habitantes segundo o censo de 2011.

## Demografia
| 1948 | 1953 | 1961 | 1971 | 1981 | 1991 | 2002 | 2011 |
| ---- | ---- | ---- | ---- | ---- | ---- | ---- | ---- |
| 766  | 759  | 704  | 606  | 508  | 482  | 419  | 364  |